# Tanymecosticta leptalea
Tanymecosticta leptalea – gatunek ważki z rodziny Isostictidae.